# Тишковичи (Волынская область)

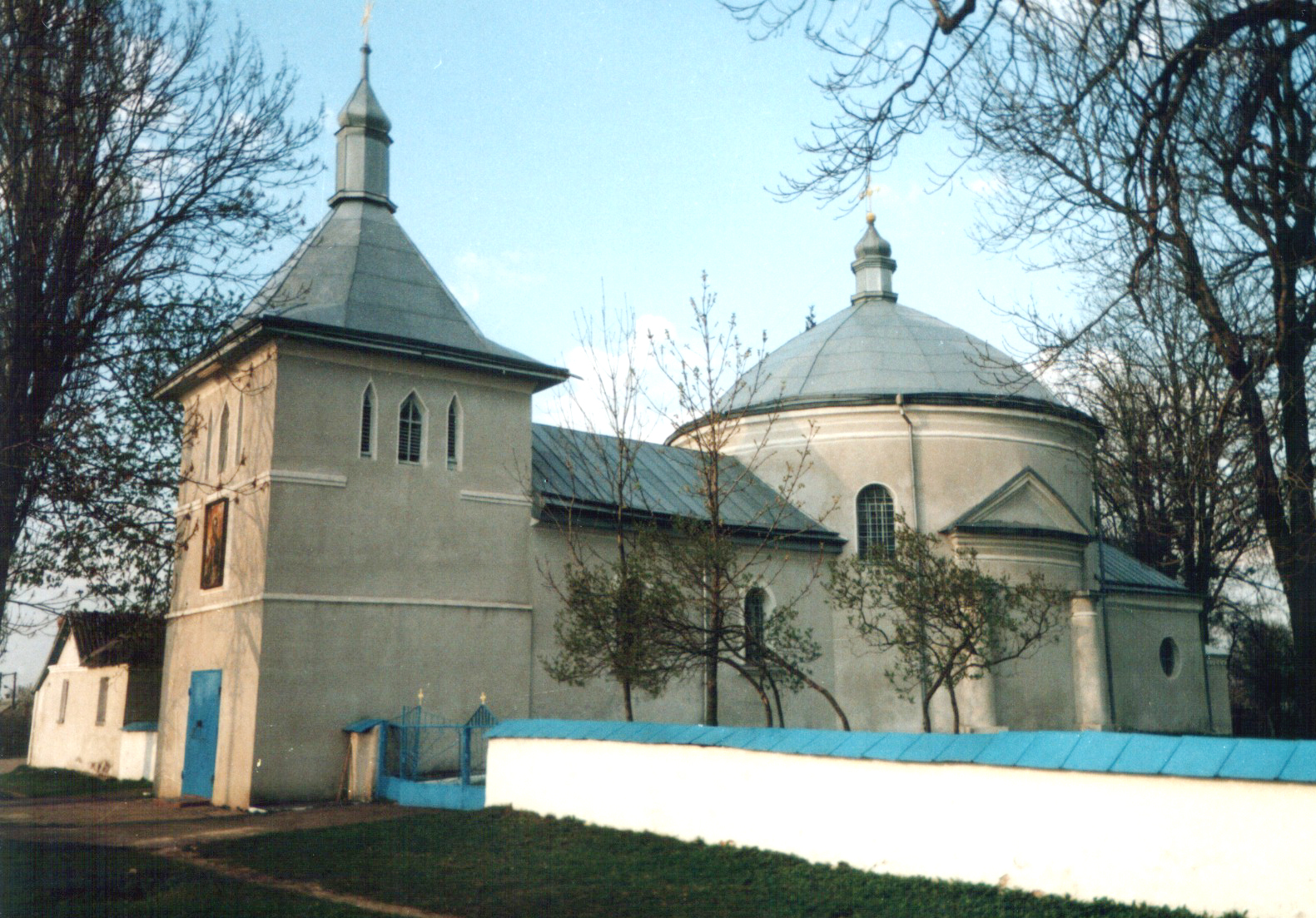
Церковь в Тишковичах

Тишковичи (укр. Тишковичі) — село в Нововолынской городской общине Владимирского района Волынской области Украины.
До 2020 года входило в Иваничевский район.
Код КОАТУУ — 0721181204. Население по переписи 2001 года составляет 585 человек. Почтовый индекс — 45322. Телефонный код — 3372. Занимает площадь 8,1 км².